# ローレ
ローレ (ポルトガル語: Loulé, [loˈlɛ] ( 音声ファイル)) は、ポルトガルの市及び自治体であり、面積764.2 km²、人口70,622人である。適切な市の人口は24,791人。
この自治体は11の小教区から構成されており、ファーロ県に位置する。
現在の市長はSebastião Seruca Emídioであり、社会民主党より選ばれた。
市の休日に昇天の日がある。

## 小教区
- アルマンシル（英語版）
- アルテ（英語版）
- アメイシアル
- ベナフィン（英語版）
- ボリケイメ（英語版）
- クアルテイラ（英語版）
- ケレンサ（英語版）
- サリル
- サン・クレメンテ
- サン・セバスティアオ
- トール

## ギャラリー

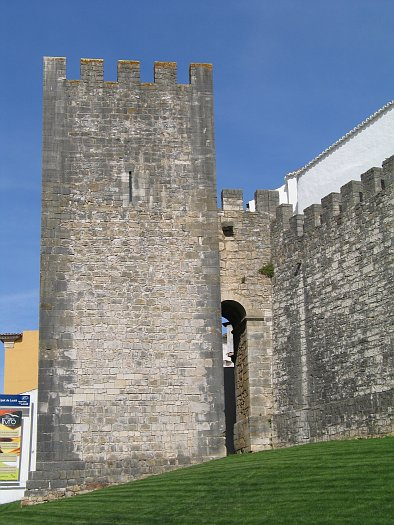
ローレ城
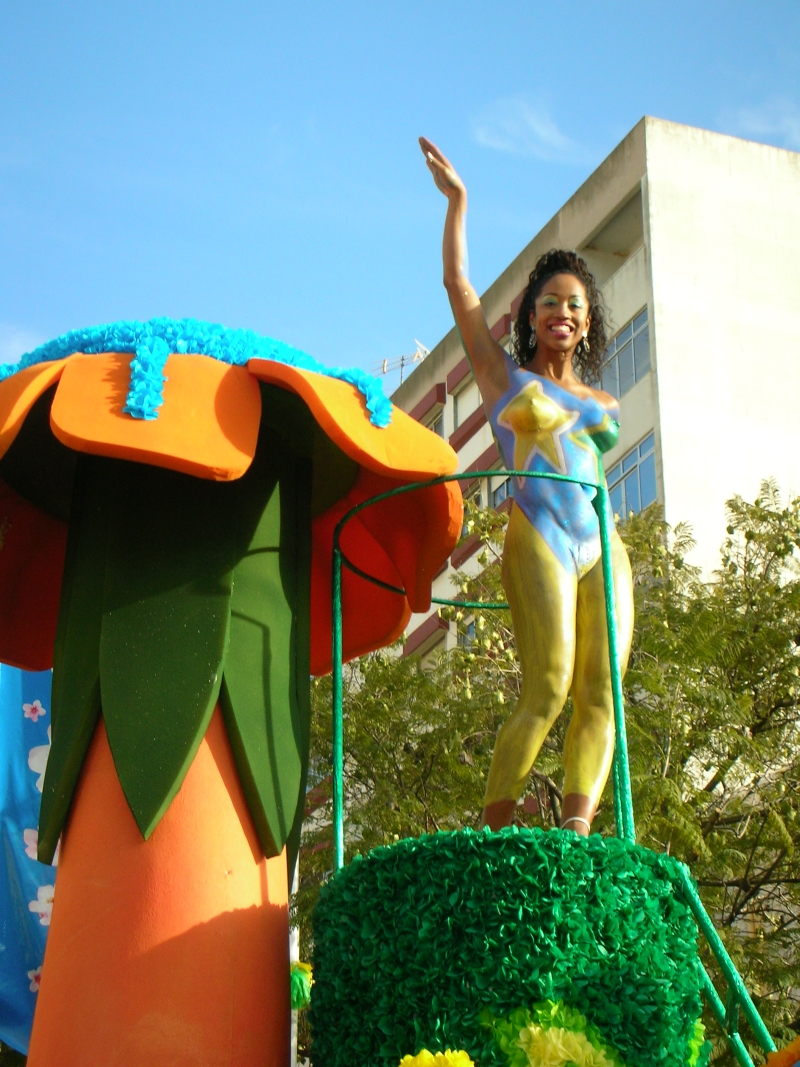
ローレのカーニバル
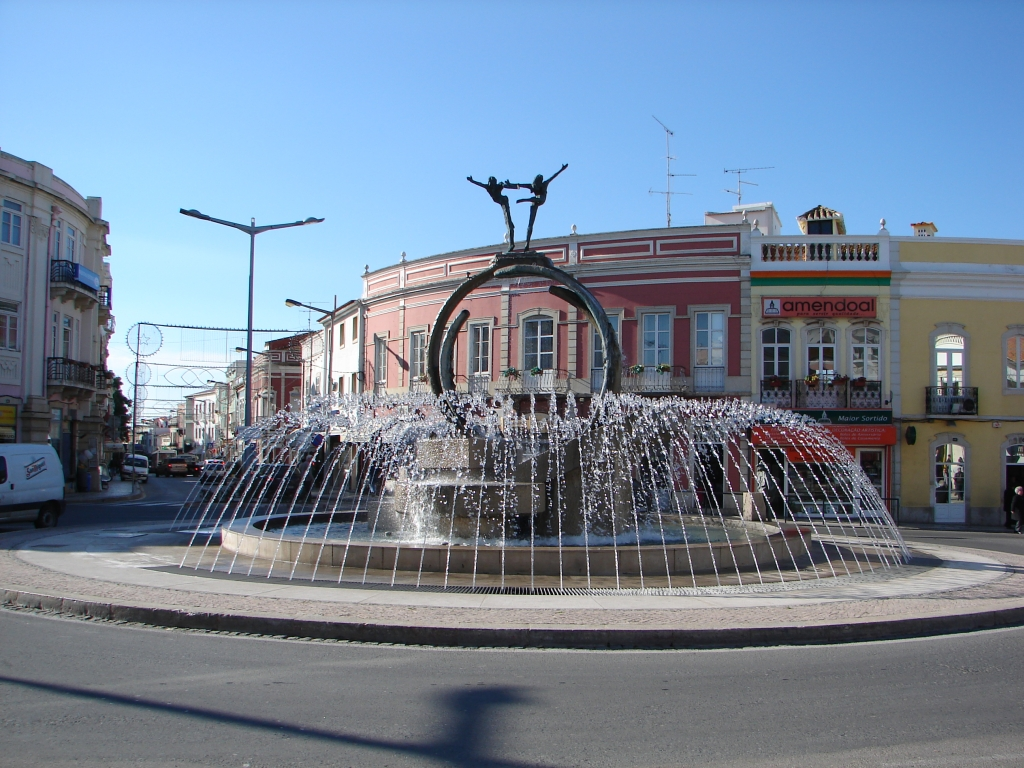
ガーゴ・コーチニョ・スクエアのラウンドアバウト
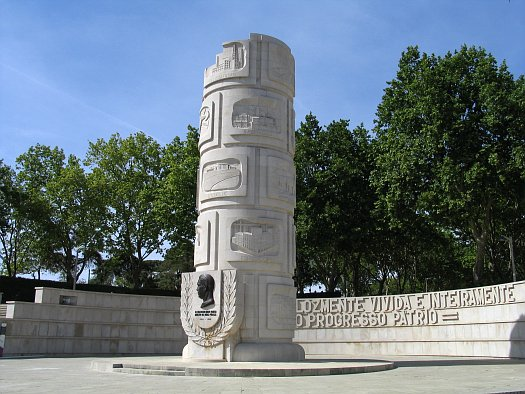
ドゥアルテ・パチェコ記念碑
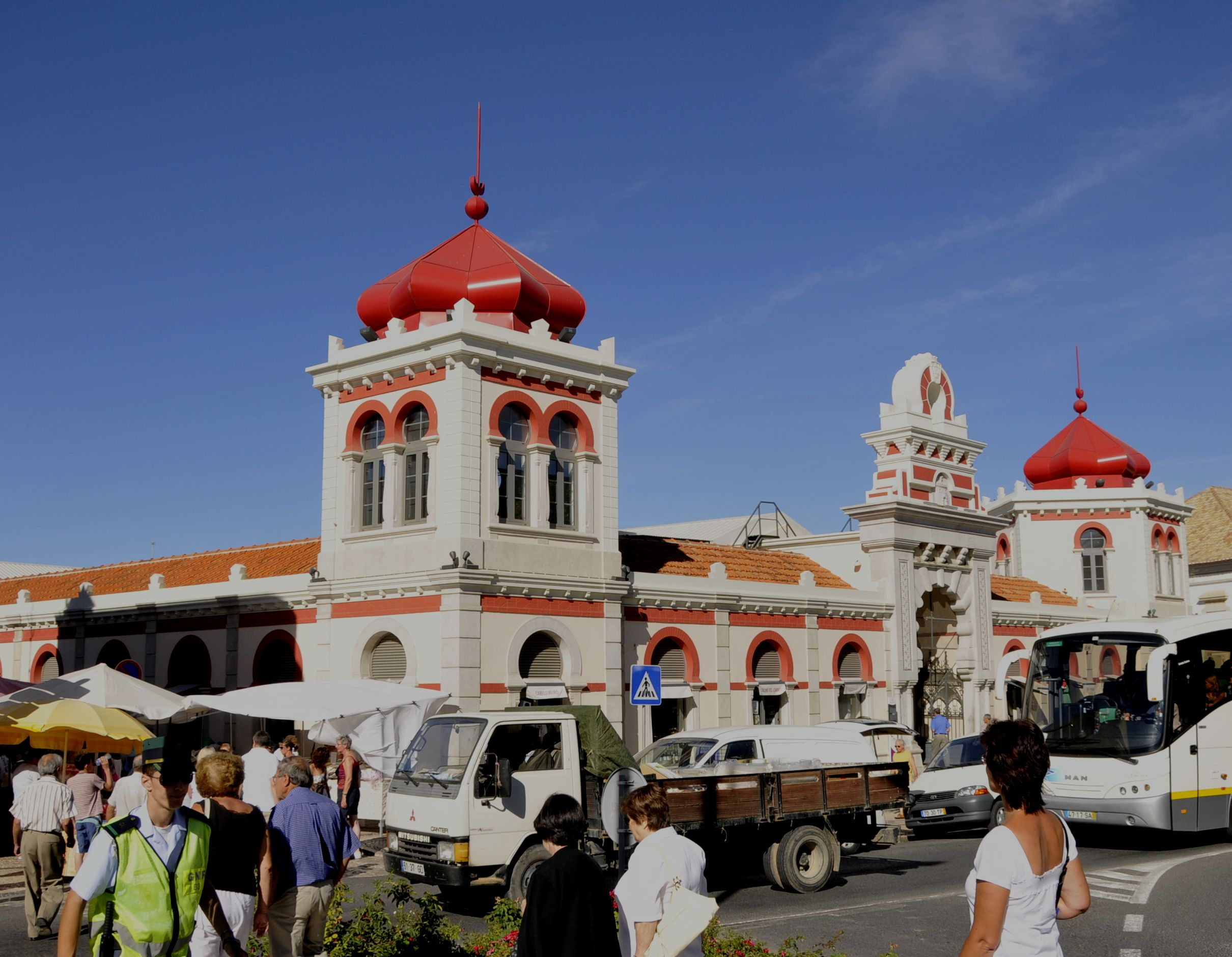
市場
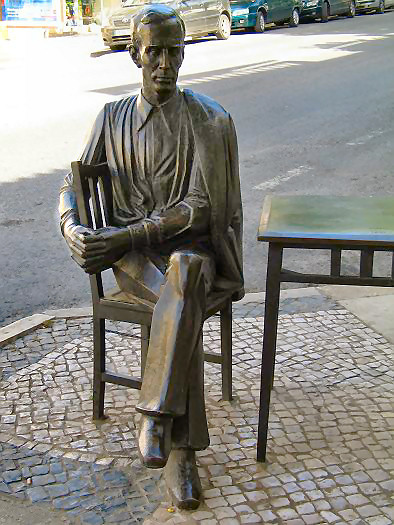
アントニオ・アレイショ像
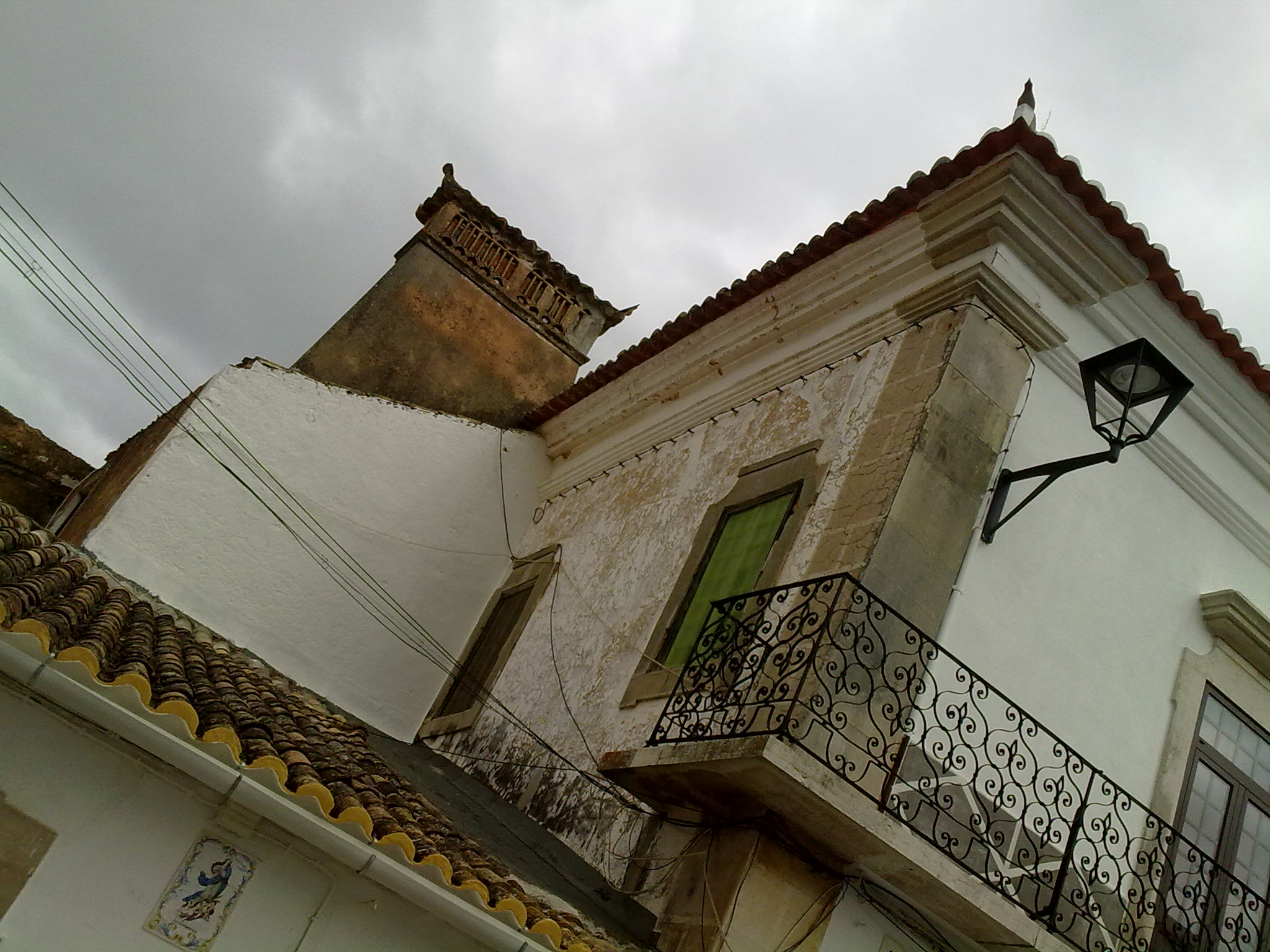
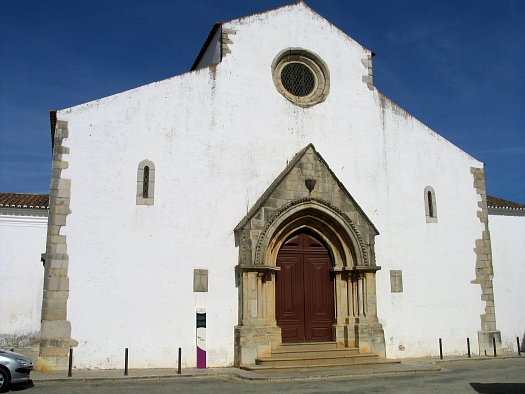
マトリス教会
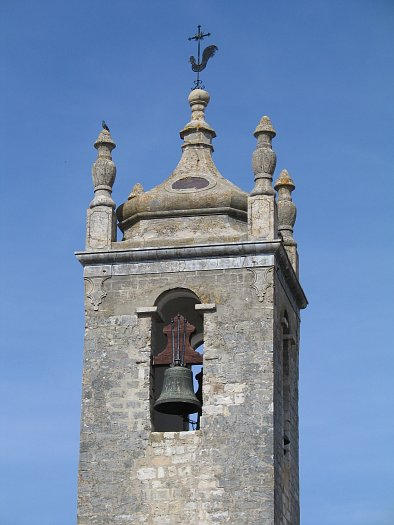
マトリス教会
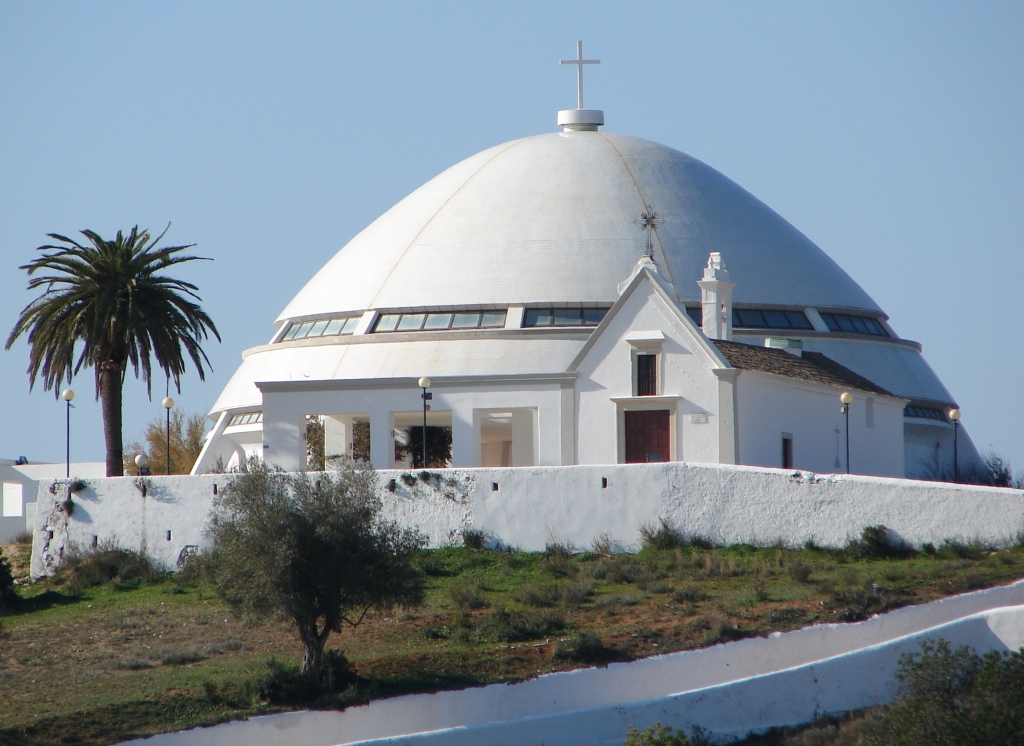
ノッサ・セニョーラ・ダ・ピエダエ教会
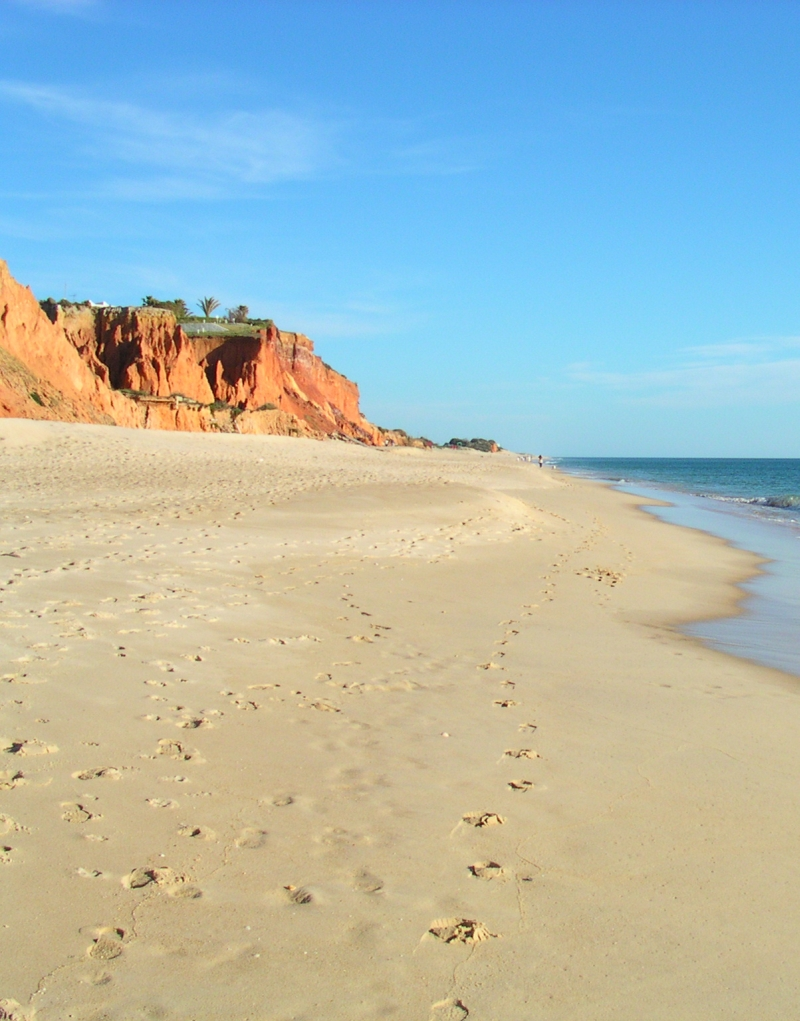
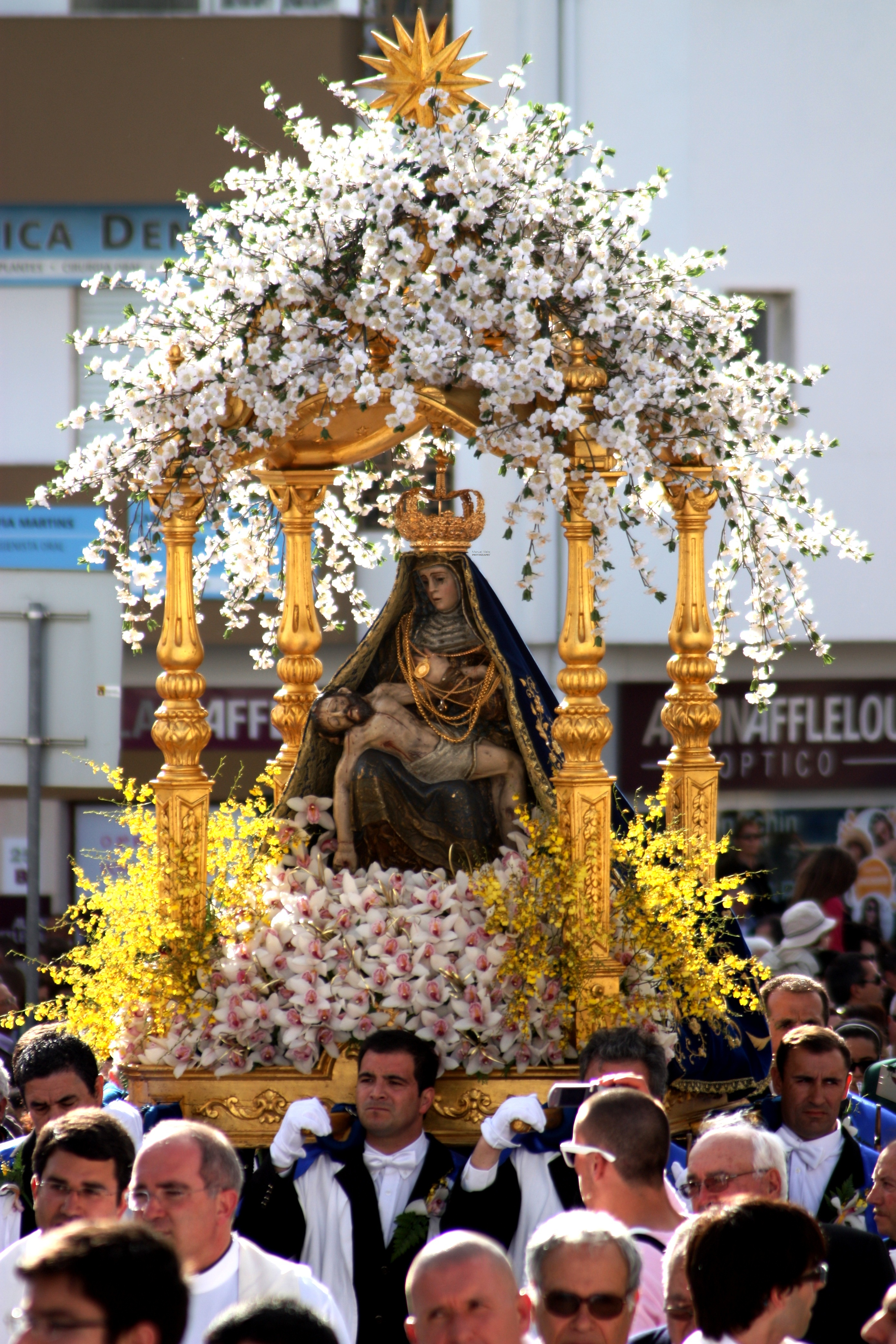
ノッサ・セニョーラ・ダ・ピエダエ教会の行列
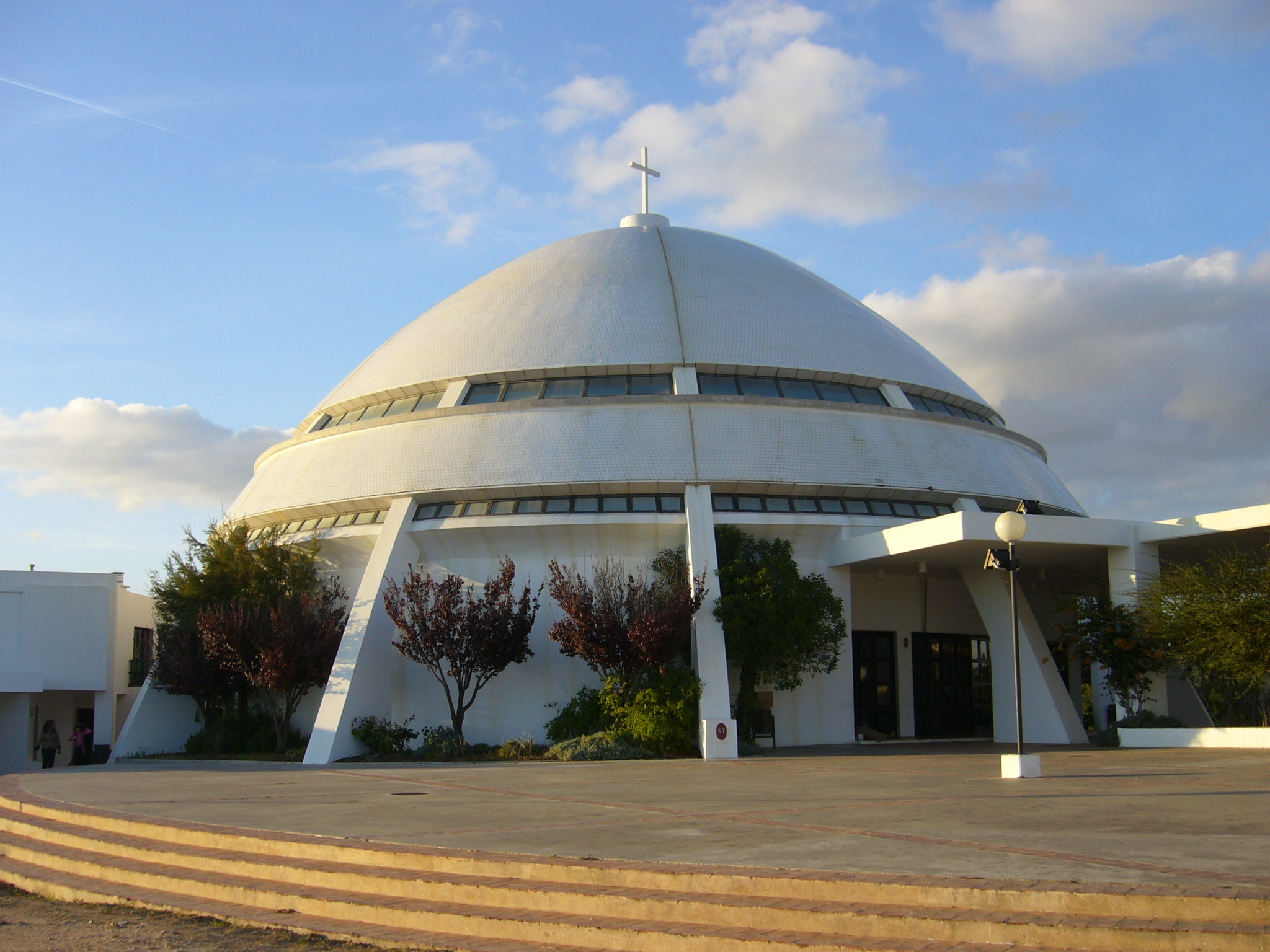
ノッサ・セニョーラ・ダ・ピエダエ（聖母）教会は、町西部の丘の頂上にある顕著な位置に建っている